# Római Díj
A Római Díj (franciául: Prix de Rome) egy művészhallgatóknak szóló ösztöndíj volt, elsősorban a festőművészet, a szobrászat és az építészet területén. 1663-ban, XIV. Lajos uralkodása alatt hozták létre Franciaországban, eredetileg festők és szobrászok számára. Évente osztották ki ígéretes művészeknek, akik egy rendkívül nehéz kiválasztási verseny során bizonyították tehetségüket.
Az Académie de peinture et de sculpture által kiosztott díjra az intézmény hallgatói pályázhattak. 1666-tól a díj mindenkori nyertese három-öt éven át a római Palazzo Manciniben lakhatott a francia király költségére. 1720-ban az Académie Royale d’Architecture építészek számára is díjat alapított, innentől kezdve évente hat festőt, négy szobrászt és két építészt küldtek az 1666-ban Jean-Baptiste Colbert által alapított Académie de France à Rome-ra. A Római Díjat 1803-tól a zene, 1804-től pedig a vésés területén is odaítélték.
1803-ban Napóleon az akadémiát a Villa Medici épületébe költöztette azzal a szándékkal, hogy megőrizze a korábban a francia forradalom által fenyegetett intézményt.

## Fordítás
- Ez a szócikk részben vagy egészben a Prix de Rome című angol Wikipédia-szócikk ezen változatának fordításán alapul.  Az eredeti cikk szerkesztőit annak laptörténete sorolja fel. Ez a jelzés csupán a megfogalmazás eredetét és a szerzői jogokat jelzi, nem szolgál a cikkben szereplő információk forrásmegjelöléseként.